# Zebratula flavonigra
Zebratula flavonigra is een rechtvleugelig insect uit de familie veldsprinkhanen (Acrididae). De wetenschappelijke naam van deze soort is voor het eerst geldig gepubliceerd in 1920 door Sjöstedt.